# Benfica Lissabon (Frauenfußball)
Die Frauenfußballabteilung des Sportvereins Benfica Lissabon (offiziell: Sport Lisboa e Benfica) aus Portugal wurde 2018 gegründet.

## Geschichte
Benfica begann im Frühjahr 2018 mit dem Aufbau seiner Fußballabteilung für Frauen, zwei Jahre nachdem bereits der Lokalrivale Sporting Lissabon in den professionellen Frauenfußball eingestiegen war. Zur ersten Spielführerin des neuen Teams wurde die mehrfache Auswahlspielerin Sílvia Rebelo bestimmt. Im August 2018 wurde ein Einladungsturnier im spanischen Guadalajara gewonnen.
In den Spielbetrieb um die portugiesische Meisterschaft startete Benfica zur Saison 2018/19 in der zweiten Liga (Segunda Divisão) am 16. September 2018 mit einem 28:0-Auftaktsieg gegen UD Ponte Frielas. Zur erfolgreichsten Torschützin dieser Partie avancierte die Brasilianerin Darlene Souza mit acht Treffern. Es folgten dreizehn weitere Siege, bei denen nur ein Spiel einstellig gewonnen wurde. Das Team beendete den letzten Spieltag mit einem 32:0 gegen CP Pego.
Am 30. Januar 2019 kassierte Benfica sein erstes Gegentor in einem Pflichtspiel, beim 5:1-Sieg in der Pokalpartie gegen Marítimo Funchal im Stadion von Câmara de Lobos. Die erste Pflichtspielniederlage erfuhr Benfica am 24. März 2019 vor heimischer Kulisse im Hinspiel des Pokalhalbfinales nach einem 1:2 gegen Sporting Braga. Diese Niederlage konnte durch ein 4:2-Sieg im Rückspiel am 20. April 2019 negiert und damit der Einzug als erster Zweitligist ins Pokalfinale vollendet werden. Bereits die erste Saison ihrer Geschichte konnten die Spielerinnen von Benfica mit einem ersten Titelerfolg beenden, als sie am 18. Mai 2019 als erster Zweitligist den portugiesischen Verbandspokal nach einem 4:0-Sieg gegen den Valadares Gaia FC im Estádio Nacional gewinnen konnten. Die Tore erzielten Darlene Souza (Elfmeter), Yasmim Ribeiro, Ana Vitória und Evy Pereira (Elfmeter). Am 23. Juni 2019 beendete Benfica seine erste Saison mit der Rekordstatistik von 34 Siegen in 36 Pflichtspielen (Liga und Pokal), einem Unentschieden und einer Niederlage, sowie einem Torverhältnis von 452 erzielten Toren bei nur 6 Gegentreffern. Überragende Torschützin wurde die Brasilianerin Darlene Souza mit zusammen 108 Treffern in Liga und Pokal. Ungeschlagen sicherte sich der Club den Titel der zweiten Liga und damit den Aufstieg in das Oberhaus des portugiesischen Frauenfußballs.
Am 8. September 2019 sicherte sich Benfica durch einen 1:0-Sieg (Tor: Pauleta) über Sporting Braga erstmals den portugiesischen Superpokal.
Ab 2020 entwickelte sich die Mannschaft zum führenden Team in Land und sicherte sich mehrmals die Portugiesische Meisterschaft und den Portugiesischen Ligapokal.

## Derby de Lisboa
Am 30. März 2019 trafen sich die Frauenteams von SL Benfica und Sporting CP zu ihrer ersten Derbybegegnung im Estádio do Restelo im Rahmen eines Benefizspiels für die Opfer des Zyklon Idai in Mosambik; Sporting siegte mit 1:0 nach einem Elfmetertreffer von Joana Marchão. Die Begegnung fand vor einer neuen Rekordkulisse im portugiesischen Frauenfußball von 15.204 Zuschauern statt.

## Erfolge
| Wettbewerb | Wettbewerb                   | Titel | Jahr                         |
| ---------- | ---------------------------- | ----- | ---------------------------- |
|            | Portugiesische Meisterschaft | 5     | 2021, 2022, 2023, 2024, 2025 |
|            | Portugiesischer Pokal        | 2     | 2019, 2024                   |
|            | Portugiesischer Ligapokal    | 4     | 2020, 2021, 2023, 2024       |
|            | Portugiesischer Superpokal   | 2     | 2019, 2022                   |

## Spielerinnen (Auswahl)
- Darlene (2018–2021)
- Ana Vitória (2019–2023)
- Anna Gasper (seit 2023)
- Lena Pauels (seit 2023)